# Hubert Léonard
Pour les articles homonymes, voir Léonard.
Hubert Léonard, né à Bellaire le 7 avril 1819 et mort à Paris le 6 mai 1890, est un violoniste et compositeur belge.

## Biographie
Sa première formation préparatoire lui est enseignée par son père et puis par Auguste Rouma, après quoi il entre au Conservatoire de Paris en 1836, où il étudie pendant trois ans avec François-Antoine Habeneck et François Prume. En 1844, il commence ses longues tournées qui firent sa réputation d'un des plus grands virtuoses. De 1848 à 1867, il occupe le poste de professeur principal de violon au Conservatoire de Bruxelles, succédant à Charles-Auguste de Bériot. Il épouse en 1849 la chanteuse espagnole Antonia Sitchès de Mendi.
En raison de sa mauvaise santé, il démissionne et s'installe à Paris, où il donne des leçons privées. Parmi ses élèves les plus remarquables figurent Alfred De Sève (en), Martin-Pierre Marsick, Henri Marteau, Henry Schradieck et César Thomson. Il a écrit un ouvrage pédagogique intitulé École Léonard.
Premier violoniste à Paris vers 1880, il devient l’ami de Fauré qui lui dédie deux quatuors à clavier.
Il a composé 5 concertos pour violon (op. 10, 14, 16, 26 et 28) et nombre de musique de chambre, 10 Fantaisies pour violon et des cadences pour les concertos d'autres compositeurs.
Il est mort à Paris en 1890 et est inhumé au cimetière du Père-Lachaise (25e division).